# Luminous (Album)
Luminous ist ein Livealbum des Trios von Simon Nabatov, Barry Guy und Gerry Hemingway. Die Mitschnitte entstanden am 30. und 31. Oktober 2015 im Kölner Loft und erschienen am 18. November 2018 auf dem Label NoBusiness Records.

## Hintergrund
Die erstmalige Begegnung der drei Musiker war eines von vier neuen Trios, die Nabatov 2015 im Rahmen eines Projekts einberufen hat, um sein Vierteljahrhundert in der Stadt Köln zu feiern. Was folgt, „ist ein Programm von einem Dutzend detaillierter kollektiver Erfindungen“, so John Sharpe. Weitere Begegnungen hatte Nabatov in dieser Reihe u. a. mit Gareth Lubbe (Viola) und Ben Davis (Cello) (In Chambers).

## Titelliste

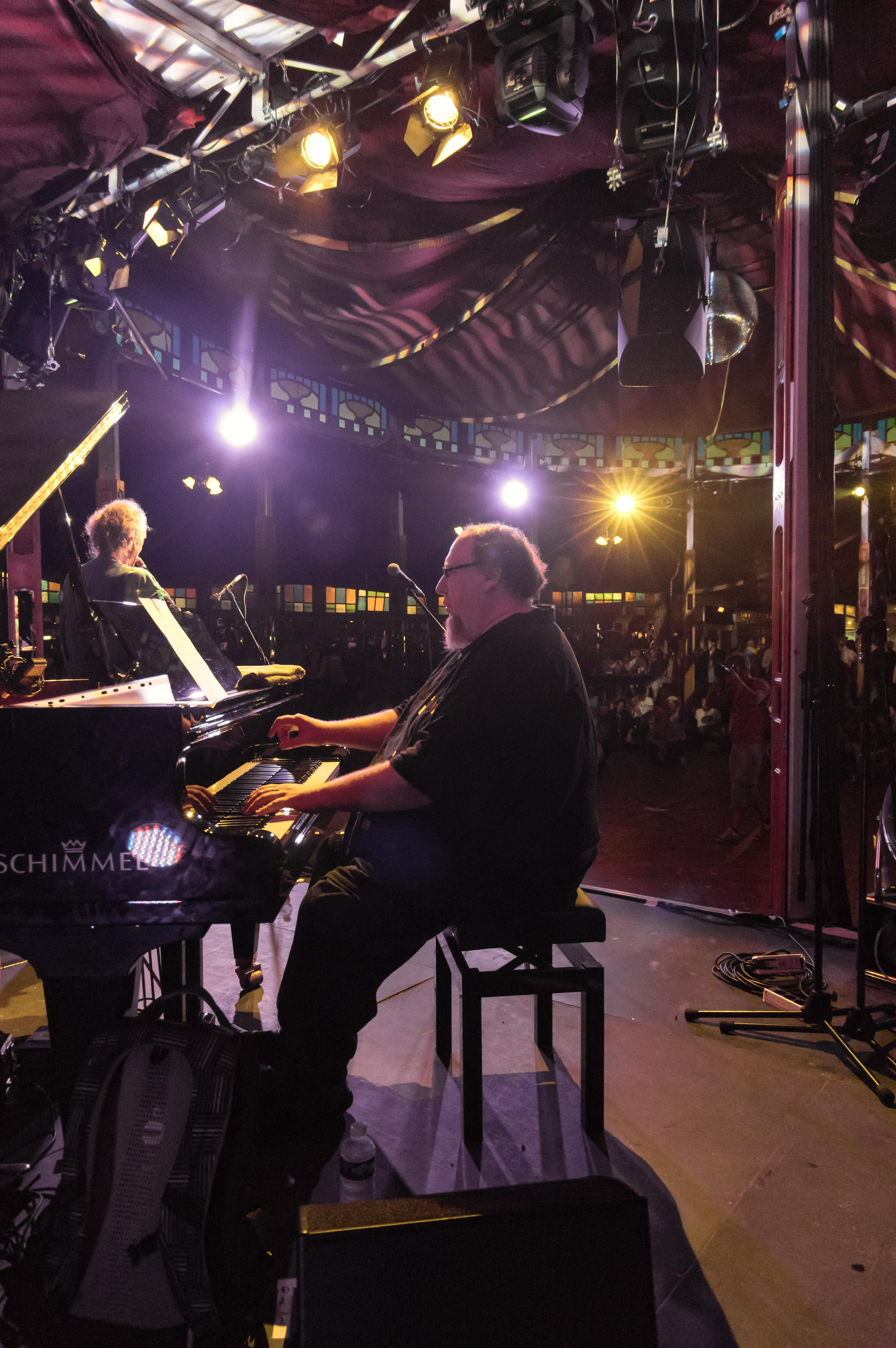
Simon Nabatov 2014

- Simon Nabatov, Barry Guy, Gerry Hemingway: Luminous (NoBusiness Records NBCD 112)[4]

1. Slip Away 	6:51
2. Basket Glide 	6:34
3. Vacant Prophecy 	6:25
4. Parting 	5:58
5. Forty Days 	4:03
6. Shards Examined 	2:52
7. Great Disparity 	9:15
8. Scroll Back 	6:46
9. Luminous 	2:30
10. Scattered Together 	4:27
11. Soothing Mirage 	5:28
12. Unfrozen Sorrow 	8:53

- Alle Titel stammen von Simon Nabatov, Barry Guy und Gerry Hemingway.

## Rezeption
Hans-Bernd Kittlaus schrieb im Jazz Podium: „Das Trio bietet Gruppenimprovisation ohne Netz und Sicherung zwischen Wohlklang und heftigster Dissonanz. Die Begriffe Zeit, Takt und Rhythmus werden hier sehr relativ und sind ebenso Elemente der Improvisation wie Melodie und Harmonie. Das Spektrum reicht von Nabatovs zartem Streicheln der Tasten in ‚Forty Days‘ über Hemingways melodische Marimba zu Nabatovs Klavierperlen in ‚Basket Glide‘ bis zu Guys dumpfen Basseskapaden, zu Nabatovs Klavierstakkato und Hemingways Schlagzeug-Unwetter in ‚Vacant Prophecy‘. Die zwölf Stücke des Albums böten eine Tour de Force zum Stand der Kunst freier Improvisation,“ resümiert der Autor.
John Sharpe lobte in seiner Rezension für All About Jazz, Nabatov, Barry Guy und Gerry Hemingway seien „Improvisatoren der Superlative“. „‚Slip Away‘ ist nur das erste Beispiel für das intuitive Zusammenspiel, das in 77-Minuten-Sets in mehreren Erscheinungsformen wiederholt wurde. Der Track beginnt in nervösen, nervösen Austauschen voller stacheliger Kanten, die von Hemingways stotterndem, perkussivem Puls herrühren. Guy wechselt so geschickt zwischen Zupfen im oberen Register, resonanten Tiefen und kratzendem Bug, dass es den Anschein hat, als wären mindestens zwei Bassisten an dem Kasten. Nabatov reitet in einem Strom von Noten zwischen den resultierenden Strömungen, wobei die Unabhängigkeit seiner Hände die Komplexität erhöht. Um die Intensität auszugleichen, endet der Track mit einer reizenden Sequenz von Bassbögen, die über das Griffbrett gleiten und von einem exquisiten Klavier begleitet werden.“

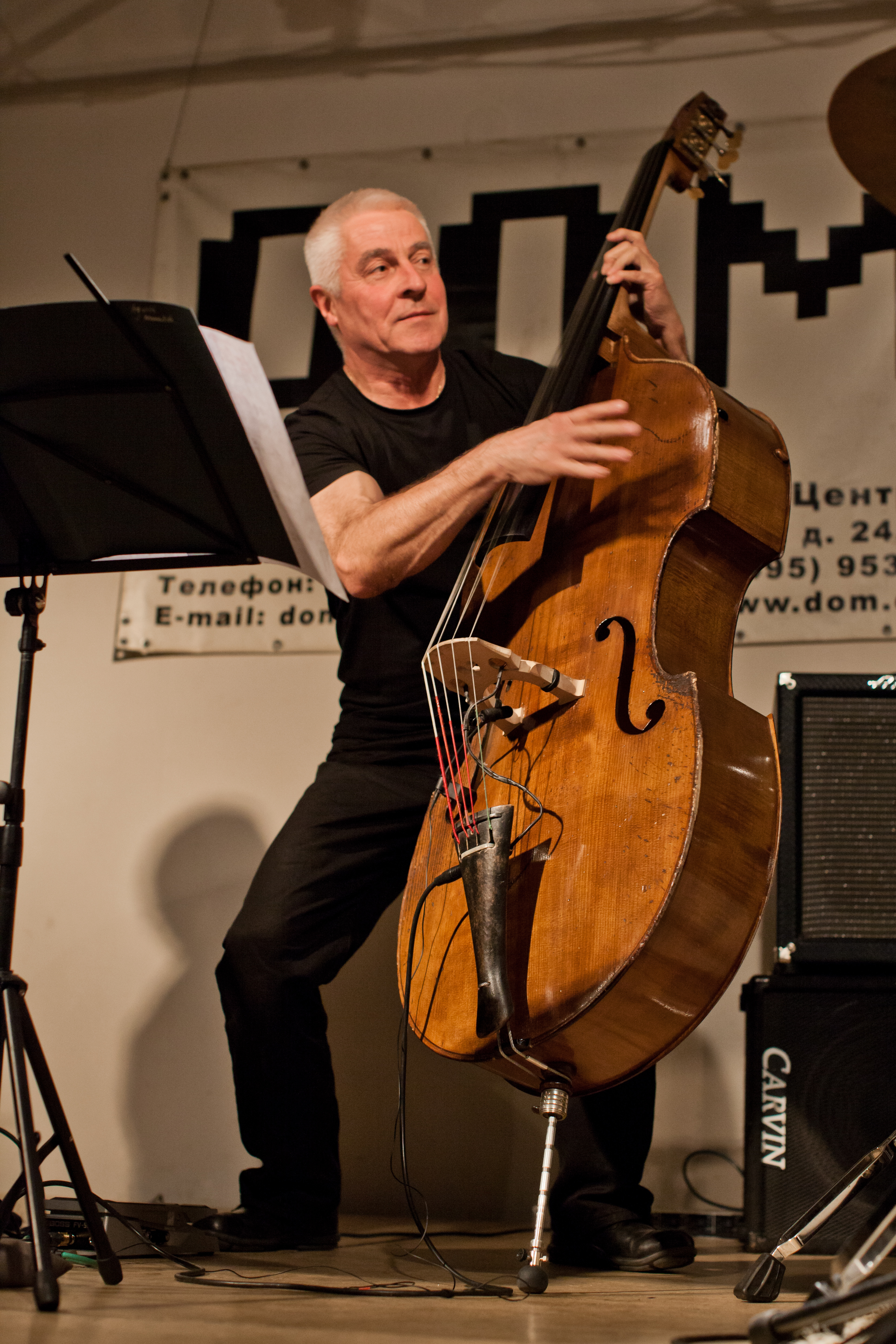
Barry Guy (2013)

„Basket Glide“, so der Autor weiter, mit Hemingways herausragender Marimba zaubere „Bilder von Tröpfchen, Wellen und langsam fließenden Flüssen“ und zeige, wie sehr das Trio der „Platzierung, Dynamik und Variation des Klangs“ nachgehe. „Kurze Konsonanzen, wie Marimba und Klavier, die eine Phrase wiederholen, geben den Zuhörern etwas, an dem sie sich festhalten können, bevor die Wege wieder auseinander gehen.“ An anderen Stellen untersuche das Trio auch zarte Obertöne und Nachhall, wie in den fragilen, klingelnden „Shards Examined“ und „Great Disparity“ – obwohl sich letztere von hohen Arco Glissandos in kühnen Austausch und atemlosen Schuss verwandeln. „Scroll Back“ erreiche höchste Transparenz durch luftige Perkussion, Metallstangen, die zwischen den Saiten des Basses vibrieren und auf die Innereien des Pianos treffen. Eine Anspielung auf das konventionelle Klaviertrio taucht erst im letzten „Unfrozen Sorrow“ auf, obwohl selbst dort die Energie durch schnelles Abwickeln und Attacken steigt.
Daniel Barbiero (Avant Music News) meinte, die zwölf Titel reichten von den treibenden, perkussiven Klängen von „Slip Away“, dem verzinkenden Eröffnungsstück, durch die brütende Selbstbeobachtung von „Forty Days“ und zu den zeitlosen, langgezogenen Tönen des Titelstücks. „Nabatovs Beiträge können stark fragmentiert und dissonant, sanft melodisch oder sprunghaft drängend sein“, so der Autor. Hemingway zeige sich hier, wie in all seinen Arbeiten, als „vollendeter Kolorist mit einem verfeinerten Raumgefühl.“ Auf einigen Stücken spiele er gestimmte Perkussion, die eine faszinierende Reihe von Tonhöhen- und Klangfarbenkontrasten und Ähnlichkeiten mit Nabatovs Klavier aufweise. Der konventionell und mit erweiterten Techniken gespielte Bass Barry Guys runde den kollektiven Sound mit einer muskulösen, oft rauen Schönheit ab.
Jan Granlie (Salt Peanuts) meinte, die Musik sei hauptsächlich „intensiv und andauernd“, und es komme nur gelegentlich vor, dass sie auf die Ebene der Balladen gebracht werde. Aber auch in den stilleren Partien stecke „eine Energie in der Musik, die der Seele gut tut.“ Der Autor spürt Cecil Taylors Anwesenheit in allen Stücken, in denen Nabatov „die Krawatte lockert“ und „abhebt“. Luminous sei eine „aufregende Aufnahme“; je öfter man sich damit beschäftige, desto besser verstehen man, was die drei Musiker tun.